# Falenica

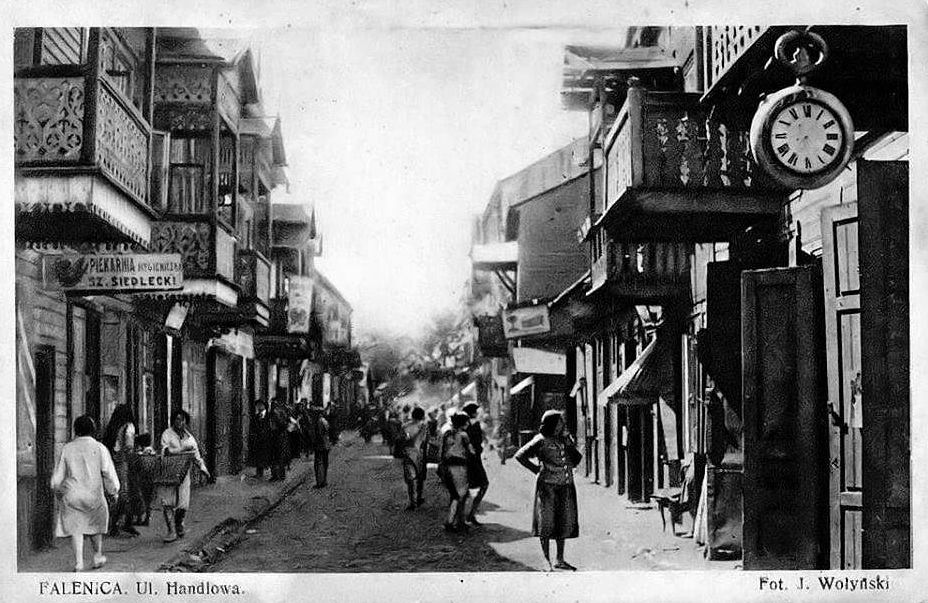
Ulica Handlowa (obecnie Walcownicza), przed 1939

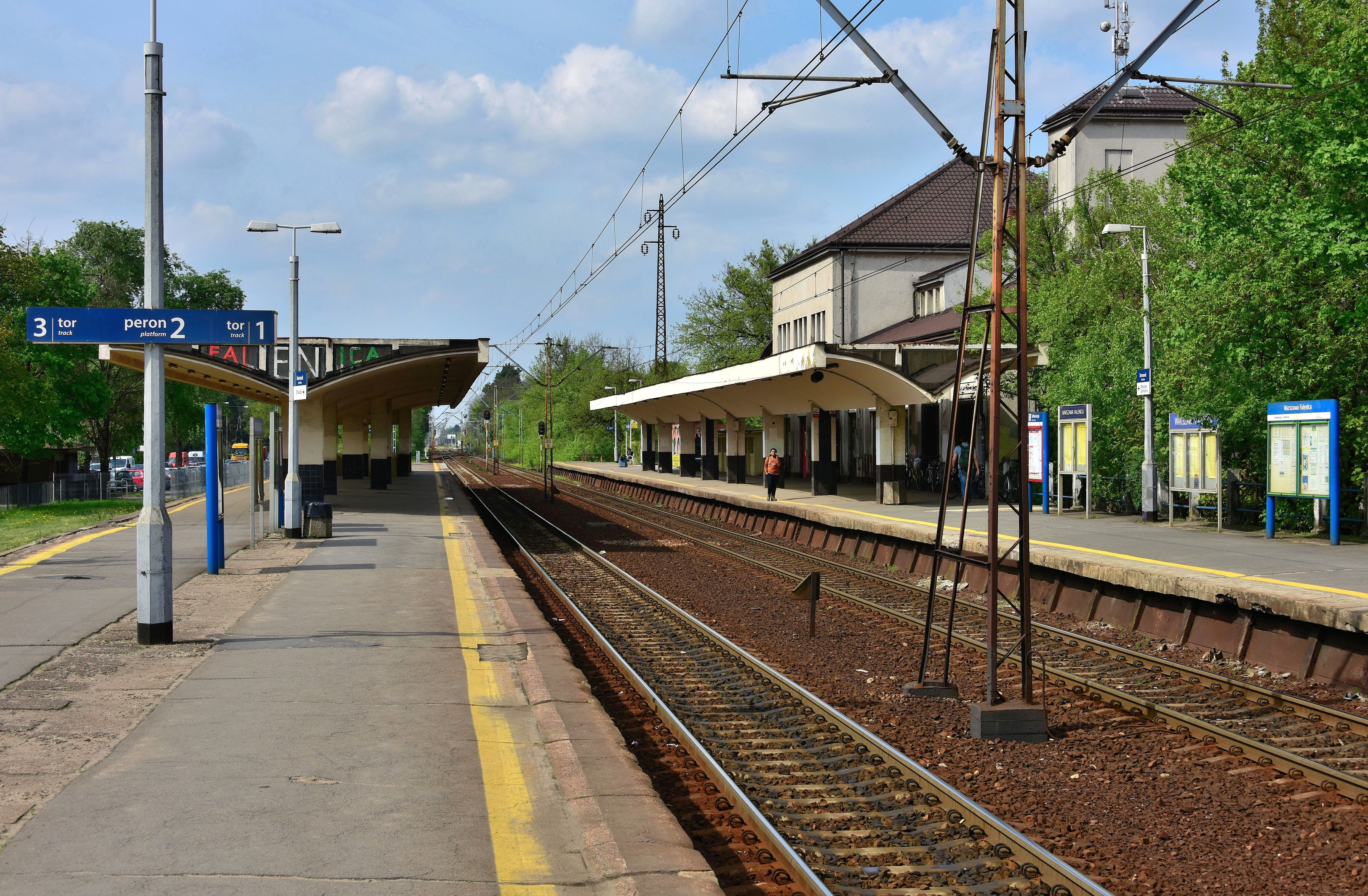
Stacja kolejowa Warszawa Falenica

Falenica – osiedle i obszar MSI w dzielnicy Wawer w Warszawie.
W latach 1924–1951 samodzielne miasto i siedziba gminy Falenica Letnisko.

## Nazwa
Według miejscowej legendy nazwa „Falenica” pochodzi z czasów wielkiej powodzi, gdy Wisła wylała zalewając okoliczne tereny, woda zatrzymała się pod samą wsią i „fale nic” jej nie zrobiły. Jest to jednak etymologia ludowa. Nazwa osiedla pochodzi najprawdopodobniej od słowiańskiego imienia Fał, Falisław (Chwalisław) – przypuszczalnego pierwszego właściciela lub założyciela osady. Oznacza „miejsce zamieszkane przez potomków Fała” i występowała również w zapisach historycznych w formie Falencice i Falęcice.

## Położenie
Falenica graniczy na północy z Miedzeszynem, na południu z Józefowem. Jej zachodnią granicę stanowi Wisła. Falenica jest położona w otulinie Mazowieckiego Parku Krajobrazowego. Leży na tzw. linii otwockiej – ciągu miejscowości położonych przy szlaku kolejowym w kierunku Lublina.

## Historia
Nadwiślańska wieś Falenica prawo niemieckie otrzymała w połowie XV wieku. Wieś szlachecka położona była w drugiej połowie XVI wieku w powiecie czerskim ziemi czerskiej województwa mazowieckiego.
Duże szanse rozwoju gospodarczego i społecznego dla miejscowości stworzyła przeprowadzona w pobliżu w 1877 roku Kolej Nadwiślańskańska. Wieś zanikła po I wojnie światowej, a rozwijać się zaczęła położona dalej od Wisły osada letniskowa Wille Falenickie (lub Falenica-Wille) – dzisiejsza Falenica. Zamieszkiwała ją w większości ludność żydowska. 
W sierpniu 1920 roku ludność żydowska Falenicy została wysiedlona rozkazem polskich władz wojskowych. Wiele mieszkań po wysiedlonych Żydach zostało splądrowanych przez miejscową ludność.
Znaczna część drewnianej zabudowy miejscowości spłonęła w czasie działań wojennych we wrześniu 1939 roku. W czasie okupacji niemieckiej, w 1940 roku, w Falenicy utworzono getto, przez które przeszło około 6,5 tys. Żydów. Zostało ono zlikwidowane 20 sierpnia 1942, kiedy to jego mieszkańcy zostali wywiezieni do obozu zagłady w Treblince.
Od 1942 roku na terenie tartaku Rubena Najwera funkcjonował również obóz pracy dla ludności żydowskiej. Więźniowie, poza jedną osobą, zostali zamordowani podczas likwidacji obozu 7 maja 1943 roku.
Po wyzwoleniu we wrześniu 1944 roku Pragi spod okupacji niemieckiej tymczasowo uruchomiono zamkniętą przed wojną gminną elektrownię w Falenicy, która do 1946 roku zaopatrywała w energię elektryczną prawobrzeżną część Warszawy.
W 1951 roku Falenica znalazła się w granicach administracyjnych Warszawy.

## Ważniejsze obiekty
- zabytkowe dworce: Kolei Nadwiślańskiej (Warszawa Falenica) wybudowanego w latach dwudziestych i Kolei Jabłonowskiej (Falenica WKD) z 1913 roku przy ulicy Obszarowej.
- budynek dawnej elektrowni gminnej z 1929 roku przy ul. Gruntowej 2[9].
- kapliczka z wizerunkiem Matki Boskiej postawiona przez mieszkańców Falenicy w podzięce za szczęśliwy powrót do swoich domów z I wojny światowej (naprzeciwko pętli autobusowej).
- przedwojenny pałacyk Mon Plaisir Tadeusza Karszo-Siedlewskiego znajdujący się w kwadracie ulic: Zatrzebie, Bysławskiej, Zagrodowej i Połanieckiej. Został wybudowany dla tancerki Olgi Sławskiej. W pałacyku ostatnie przemówienie do narodu wygłosił prezydent Ignacy Mościcki. W czasie okupacji niemieckiej mieszkał tam gubernator dystryktu warszawskiego Ludwig Fischer. Po wojnie budynek był użytkowany przez UB.
- wybudowana w 1938 roku synagoga znajdująca się przy ul. Bambusowej 9.
- kilka świdermajerów z końca XIX oraz początku XX wieku.
- Sosna Falenicka

## Publiczny transport zbiorowy
Do Falenicy dojeżdżają autobusy Zarządu Transportu Miejskiego, pociągi Kolei Mazowieckich i Szybkiej Kolei Miejskiej.

## Oświata
- Szkoły podstawowe:
  - Szkoła Podstawowa nr 216 im. Klonowego Liścia, ul. Wolna 36/38
  - Szkoła Podstawowa nr 124 im. Stanisława Jachowicza, ul. Bartoszycka 45/47
- Zespół szkół
  - Szkoła Podstawowa Nr 76 im. 13 Dywizji Piechoty Strzelców Kresowych, ul. Poezji 5
  - Zespół Szkół Ogólnokształcących im. św. Pawła z Tarsu, ul. Poezji 19
- Schronisko dla Nieletnich i Zakład Poprawczy, ul. Jachowicza 4
- Wawerska Szkoła Realna, ul. Małowiejska 31
- Edukacja dorosłych:
  - Europejskie Centrum Komunikacji i Kultury, ul. Olecka 30

## Kultura
W Falenicy realizowany jest serial Na dobre i na złe. Budynek fikcyjnego szpitala mieści się na ulicy Bysławskiej 88, w budynku dawnej huty szkła.

## Religia
- Rzymskokatolicka Parafia Najświętszego Serca Pana Jezusa, ul. Narcyzowa 18
- Główna Świątynia Szkoły Zen Kwan Um w Polsce, ul. Małowiejska 22/24
- Sala Królestwa Świadków Jehowy, ul. Patriotów 37

## Sport
- Kluby sportowe:
  - Międzyzakładowy Klub Sportowy „Falenica” (dawniej „Hutnik” Falenica) założony w 1945 roku. W klubie grał m.in. Stefan Szczepłek.
  - Parafialny Klub Sportowy „Serce” Falenica.
  - Towarzystwo Sportowe Falenica
- Obiekty sportowe:
  - Hala widowiskowo-sportowa przy ul. Poezji 5 (liczba miejsc: 150-290). W 2010 roku odbyły się tu Mistrzostwa Świata w sumo.
  - Ośrodek Sportu i Rekreacji TKKF Falenica – cztery korty tenisowe, siłownia, boisko uniwersalne.